# Steckborn
Steckborn är en ort och kommun i distriktet Frauenfeld i kantonen Thurgau, Schweiz. Kommunen har 4 046 invånare (2023).